# Franz von Pillersdorf
Il Barone Franz von Pillersdorf (Brno, 1º marzo 1786 – Vienna, 22 febbraio 1862) è stato un politico e diplomatico ceco.

## Biografia
Nato da una famiglia della piccola nobiltà boema, Franz von Pillersdorf intraprese gli studi di giurisprudenza e nel 1805 iniziò il proprio servizio pubblico in Galizia, Spagna. Nel 1807, egli fece ritorno a Vienna come assistente del consigliere di corte, il Barone Baldacci. Egli lo pose al centro delle azioni di gioco quando scoppiò la guerra contro Napoleone Bonaparte. Nelle sventurate paci che seguirono, venne formato un nuovo ministero con Metternich a suo capo, mentre Baldacci si occupava della diffusione capillare del potere centrale. Fu qui che entrò in gioco Pillersdorff che ebbe appunto l'opportunità di mettere in pratica le proprie conoscenze per risanare lo stato austriaco.
Gli eventi del 1812-1815 aumentarono ancora di più il clima politico oppressivo. Baldacci divenne ministro delle armate e fu a capo dell'amministrazione delle aree occupate dall'esercito imperiale in Francia, con Pillerdorf al proprio fianco. Pillersdorf trascorse così molto tempo in Francia, viaggiando poi in Inghilterra ed avendo così modo di fare studi comparativi tra i due paesi per trarne vantaggi utili al governo dell'Austria.
Dopo la guerra, le finanze dell'Austria richiedevano immediata attenzione. La cartamoneta ammontava ad un totale di 700 milioni, ma gran parte di essa era sparita dalla circolazione ed era stata sostituita da assegnati.
La rivoluzione del luglio del 1830 alzò ancora di più la tensione delle varie classi della popolazione e nel 1832, Pillersdorff, il quale pensava giustamente che un cambiamento di governo in Francia non avrebbe affatto giovato al governo austriaco ed alle sue traballanti finanze, venne spostato alla cancelleria dove divenne consigliere privato, entrando nel cuore della politica imperiale.
Nel 1848, il governo provvisorio crollò. Il Principe Metternich rassegnò le proprie dimissioni dalla carica di cancelliere e Pillersdorff venne posto dopo breve tempo a capo del ministero, dimostrandosi abile nel calmare e gradualmente riorganizzare il governo e persino l'improvvisa dipartita della corte dalla capitale, spinse il Primo Ministro a rimanere al suo posto per salvare perlomeno il Governo, aumentando anche l'influenza del governo negli affari stessi dello stato. Durante questo periodo propose la Costituzione Pillersdorf. Malgrado questo, fu però costretto a dimettersi dopo solo tre mesi di governo, divenendo deputato al parlamento viennese, ove si schierò con un parlamento di centro-destra.
Allo scioglimento del nuovo governo formatosi, nel 1849 il periodo di reggenza di Pillersdorff venne accusato di incapacità e fu oggetto di investigazioni disciplinari le quali non fecero altro che disgustare l'ex Primo Ministro, il quale si allontanò sempre più dal mondo della politica nazionale.
Ritiratosi a vita privata, morì a Vienna il 22 febbraio 1862.